# ريش (تشريح)

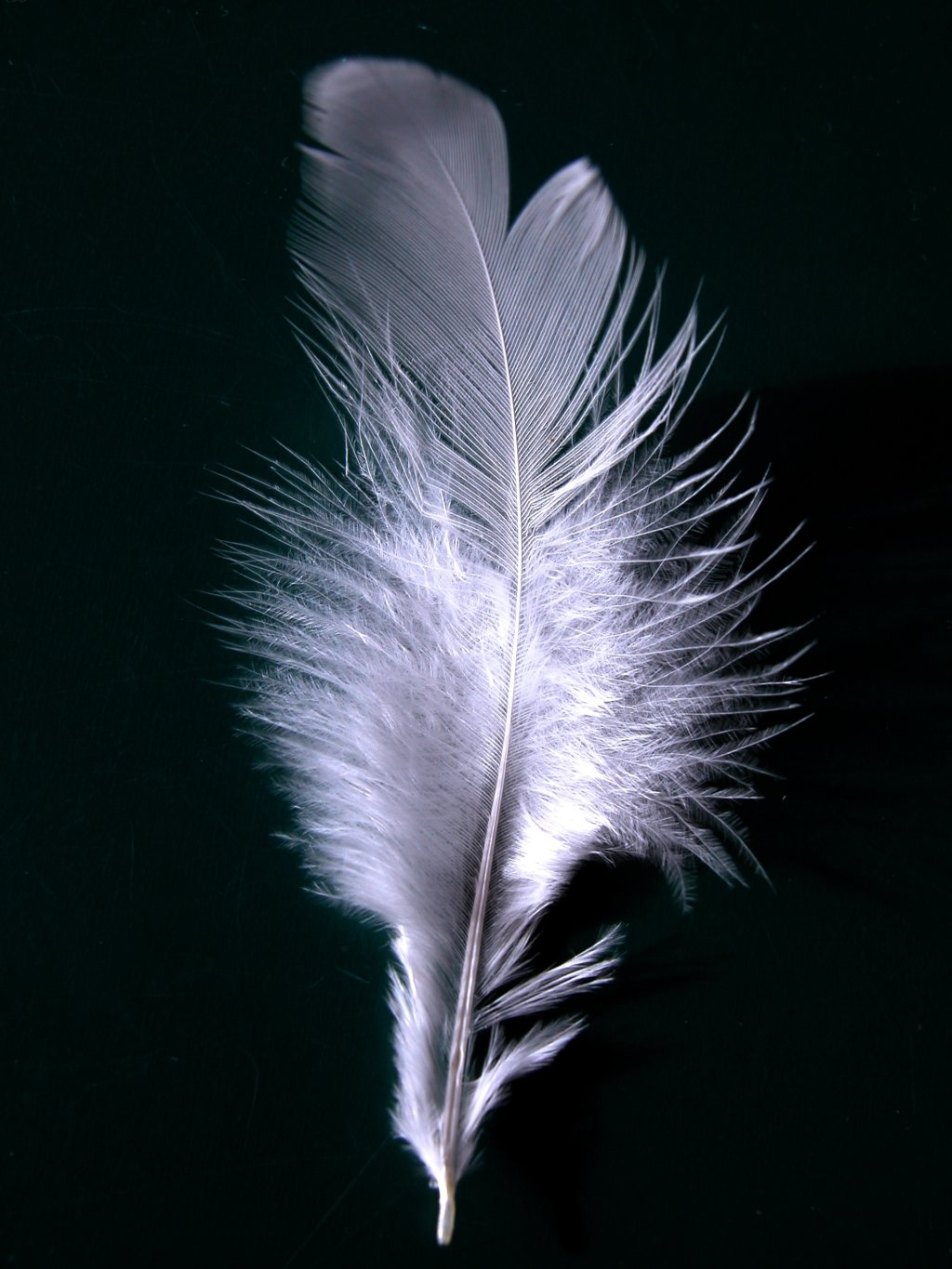
ريشة بيضاء

الريش هو الغطاء الخارجي لأجسام الطيور. يعزل الريش الطيور عن المياه وعن درجات الحرارة المنخفضة، كما يمكن استخدام اللون للتمويه ضد المفترسين وأحياناً كوسيلة للاتصال البصري. بالرغم من أن الريش فرادى خفيف جداً، وزن ريش الطيور أكبر بمرتين أو ثلاث مرات من هيكلها العظمي.
تطور الريش من حراشف أسلاف الطيور الزاحفة على ما يبدو. ريش مكون من الكيراتين (مثل الشعر) وهو بروتين ليفي. خصص الريش للعزل، والطيران، وتشكيل مخططات الجسم، والعرض، واستقبال الحسي. في أسفل الريش توجد أشواك غشائية طليقة، وظيفتها العزل، وتوجد في Pterylae و Apteria، في الطيور البالغة. كما تشكل معطفاً أولياً للطيور الصغيرة أيضاً. الفيلوبلوم (Filoplume) هو ريش شبيه بالشعر يحتوي على بضع أشواك ناعمة قرب الأطراف.
تفقد الطيور الريش، وهي عملية الرمي أو الطرح (Moulting)، وتستطيع استبدالها بريش جديد. معظم الطيور تقوم بهذه العملية سنوياً. استخدم البشر ريش الطيور منذ القدم، فقد كانوا يستعملونه للكتابة والرسم. أما الآن فيستخدمونه للقبعات، والوسادات، والمفارش، والمعاطف، وغيرها.

## البنية والخصائص
1. النصل
2. القائم
3. القصيبات
4. الزغب
5. القاعدة

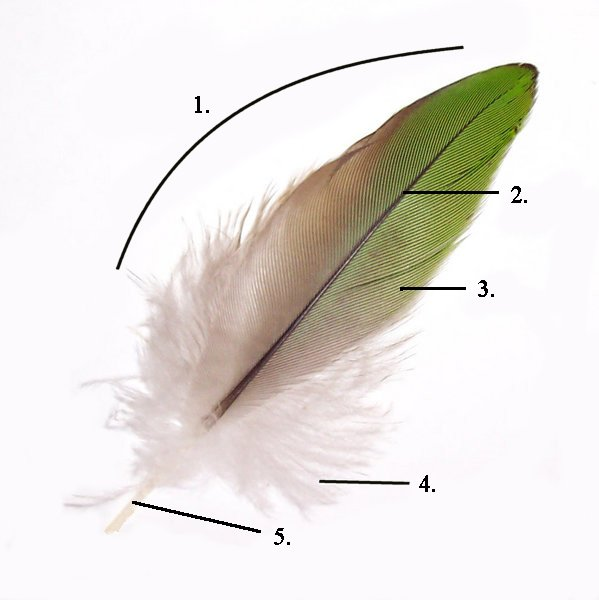
أجزاء الريشة:

يعد الريش واحدا من بين التوابع الأكثر تعقيدا التي وجدت عند الفقاريات. تتكون هذه الزوائد أساسا مادة الكيراتين البروتينية التي تتشكل بداخل بصيلات صغيرة في البشرة، أو طبقه الجلد الخارجي. يتميز الريش ببنية معقدة غاية في الدقة، تجمع في نفس الوقت بين القوة والكفاءة وخفة الوزن.
يمكن فحص البنية المعقدة للريش باستعمال المجهر، انطلاقا من هذا الأخير يمكن ملاحظة أن الريشة الواحدة مكونة من قصبة رئيسية تسمى القائم تتفرع عنها مئات القصيبات الأخرى في كل الاتجاهات، وتحمل كل منها الآلاف من الخيوط المتفرعة التي لا يمكن رؤيتها بالعين المجردة، تسمى قصيبات صغرى تتشابك مع بعضها البعض بواسطة شويكات خطافية (كلابات).

## التصنيف
يمكن تقسيم الريش وفقا لشكله ووظيفته إلى عدة أنواع:
- ريش الطيران: وهو ريش طويل وقوي، يشكل المكون الأساسي للأجنحة وجزء من الذيل، ويسمح للطيور بالطيران. تمتلك معظم أنواع الطيور 12 منها.[6]
- الريش القلمي: هو ريش متماثل، كبير وقوي، يتواجد على مستوى صف الريش الخلفي الاخير ويكون أغلب مساحة الجناح والذنب، الأعضاء تقسم لأعضاء الكف واعضاء الذراع واعضاء الذنب .
- الأغطية: وهو ريش قصير، يغطي قاعدة ريش الأجنحة والذيل، مصفوفة في شكل صفوف يغطي كل واحد منها الصف الذي ورائه. ليس لديها دور مباشر في التحليق. لكنها تكون معا المساحة الهوائية للجناح والذنب.
- الريش الوبري: وهو ريش طري وناعم (بدون قصبة)، يميز الصيصان والفراخ بصفة خاصة، كما أنه موجود أيضا عند عائلات معينة من الطيور (مثل البط) تحت ريش الجسم. تتجلى وظيفة الرئيسية في عزل الطائر حراريا.

## التشكل والتطور

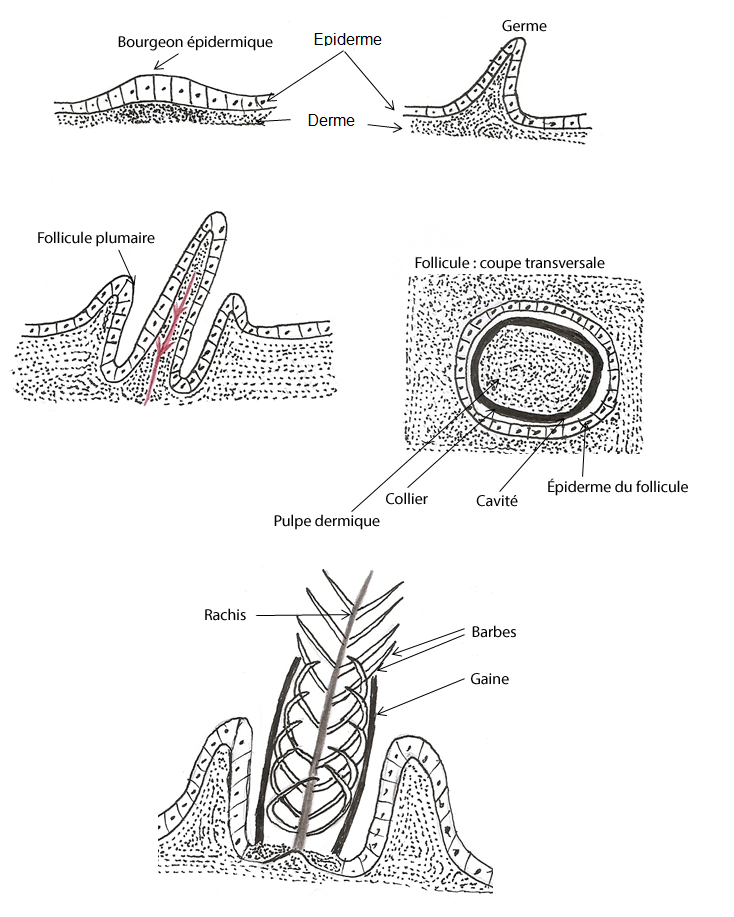
تشكل الريش.

تنبعث كل ريشة كبرعم يسمى باللويحة (placode) على مستوى البشرة انطلاقا من حليمة أدمية غنية بالأوعية الدموية والأعصاب. تتطاول هذه اللويحة بدورها شيئا فشيئا مكونة أنبوبا يشكل منبت الريشة. يؤدي تكاثر الخلايا في دائرة تحيط بمنبت الريشة إلى تكوين منخفض أسطواني عند قاعدته (الجريب)، يدفع نمو الخلايا الكيراتينية في بشرة هذا الجريب أو بشكل أدق طوق الجريب بدوره الخلايا الأقدم عمرا نحو الأعلى والخارج. وهكذا تنمو الريشة شيئا فشيئا من قاعدتها وليس من قمتها إلى أن تتخلق في نهاية المطاف الريشة الكاملة التي نعرفها.
عند معظم الطيور يستمر نمو الريش لفترة زمنية تتراوح مابين 2 إلى 4 أسابيع. حيث أن سرعة النمو ترتبط بعدة عوامل منها: نوع الطير ومنطقة الجسم التي تتواجد بها الريشة وجيل الطير ونوعية الغذاء الذي يحصل عليه. في العادة يتراوح معدل نمو الريشة ما بين بين 1 إلى 13 ملم في اليوم. بعد أن تكمل الريشة جميع مراحل نموها فإنها تتحول إلى عضو ميت.

## الوظيفة
بالنسبة للطيورالبالغة، الريش هو عازل طبيعي ضد المياه ودرجات الحرارة المتدنية. يمكنها أيضا توفير العزل الضروري للبيض وصغار الطيور في حالة التقاطها ووضعها في الأعشاش. وحدات الريش الفردية المكونة للأجنحة والذيل يمكنها هي الأخرى لعب أدوارا هامة في عملية السيطرة علي الطيران. تمتلك بعض الأنواع قمما من الريش على رؤوسها، تختلف وظيفتها وتتنوع بين استشار والعرض. علي الرغم من أن الريش خفيفة، إلا أن ريش الطيور يزن مرتين أو ثلاث مرات أكثر من هيكلها العظمي، وذلك راجع لكون العديد من العظام المكونة لهيكلها العظمي هي جوفاء. في حالات أخرى قد يلعب الريش باختلاف أنماطه اللونية دور المموه ضد الحيوانات المفترسة. كما هو الشأن مع الأسماك، قد تختلف ألوان ريش الطيور بين الجوانب العلوية والسفلية، الشئ الذي يوفر لهذه الطيور تمويها مناسبا أثناء الطيران.
الاختلافات الصارخة في أنماط الريش وألوانه هي جزء لا يتجزأ من المورفولوجية الجنسية للكثير من أنواع الطيور، حيث أنها تلعب بشكل خاص دورا أساسيا في عملية اختيار الشريك خلال موس التزاوج. يتميز الريش في بعض الحالات ببعض الإخلافات تحت طيف الاشعة فوق البنفسجية بالرغم من تطابق الألوان في نطاق الضوء المرئي.
يمكن لذكور بعض الأنواع الخاصة من الطيور استعمال ريش أجنحتهم لإنتاج أصوات مميزة. في الوقت الذي يوفر فيه الريش الطفو اللازم فوق الماء، يمكن لهذا الريش عند أنواع أخرى (طائر الغاق مثلا) امتصاص الماء والمساعدة في الحد من الطفو، ما يسمح للطائر بغمر جسمه والسباحة تحت الماء للتقاط فريسته.